# Maschukia
Maschukia là một chi bướm đêm thuộc họ Noctuidae.